# Noordpolder (Knokke-Heist)
De Noordpolder is een polder in Westkapelle in de Belgische gemeente Knokke-Heist. Het is een van de polders van de stapsgewijze inpoldering van de schorre tussen de Brixuspolder en monding van het Reigaartsvliet in de 13de eeuw. De inpoldering volgde op die van de Tantspolder. De polder werd bedijkt in 1296. De dijk van de Noordpolder, de Dikke Dijk genoemd, was tot de aanleg van de Burkeldijk enkele eeuwen de (noordoostelijke) zeedijk.